# Тени снов
«Тени снов» — повесть российского писателя-фантаста Сергея Лукьяненко. Повесть была написана с августа по сентябрь 1998 года и впервые опубликована издательством «АСТ» в том же году в серии «Звёздный лабиринт» вместе с романом «Императоры иллюзий». Вместе с данным романом, а также романом «Линия грёз» входит в цикл «Линия грёз».
В 1999 году в номинации «Средняя форма» повесть выдвигалась на премии «Странник», «Интерпресскон» и «Бронзовая улитка».

## Сюжет
Эта повесть описывает жизнь небольшой русской православной колонии в системе Ново-Китеж. Её действие происходит за несколько лет до событий, описанных в «Линии грёз». Основная часть сюжета связана с вторжением на планету псилонского десантного корабля «Лоредан», который ещё во время Смутной войны вышел из гиперпространства в космос на скорости, близкой к скорости света. Поэтому его торможение растянулось на сотни лет. Но из-за релятивистского замедления времени по внутреннему времени корабля прошло несколько суток, и псилонцы всё ещё стремились выполнить данный им во время войны приказ о захвате космодрома планеты. Из-за предательства люди в ходе схватки терпят сокрушительное поражение, однако чужих останавливают и уничтожают аборигены-абори. Одним из действующих лиц повести является Артур Кертис (под именем Артём Эйко), что сближает её с сюжетом двух других книг трилогии.

## Создание и издания
Первоначально повесть «Тени снов» носила название «Танцы на снегу». Окончательное название повести впервые появилось в романе «Осенние визиты», где его использовал персонаж-писатель Заров, которого Лукьяненко создавал в качестве параллели к себе. Название «Тени снов» было специально придумано сходным с уже написанными романами «Линия грёз» и «Императоры иллюзий». Позже, когда Лукьяненко решил писать повесть по миру «Линии Грёз», он решил воспользоваться придуманным ранее названием
| Год  | Издательство                              | Место издания | Серия                         | Тираж         | Примечание | Источник |
| ---- | ----------------------------------------- | ------------- | ----------------------------- | ------------- | --- | -------- |
| 1998 | АСТ                                       | Москва        | Звездный лабиринт             | 15000 + 10000 | Второй роман дилогии «Линия Грез» и повесть «Тени снов». Иллюстрация на обложке А. Дубовика; внутренние иллюстрации А. Мартыненко. | [ 3 ]    |
| 1999 | АСТ                                       | Москва        | Звездный лабиринт             | 4000 + 53000  | Второй роман дилогии «Линия Грез» и повесть «Тени снов». Иллюстрация на обложке А. Дубовика; внутренние иллюстрации А. Мартыненко. | [ 4 ]    |
| 2004 | АСТ, Люкс                                 | Москва        | Библиотека фантастики         | 5000          | Цикл «Линия Грез» в одном томе. | [ 5 ]    |
| 2004 | АСТ, Люкс                                 | Москва        | Библиотека мировой фантастики | 3000          | Цикл «Линия Грез» в одном томе. | [ 6 ]    |
| 2006 | АСТ                                       | Москва        | Звездный лабиринт: коллекция  | 10000         | Два романа и повесть из цикла «Линия грез».                                                                                        | [ 7 ]    |
| 2007 | АСТ, АСТ Москва, Хранитель, Полиграфиздат | Москва        | Чёрная серия (танковая щель)  | 15000 + 5000  | Второй роман дилогии «Линия Грез» и повесть «Тени снов». Иллюстрация на обложке А. Дубовика.                                       | [ 8 ]    |
| 2014 | АСТ                                       | Москва        | Весь Сергей Лукьяненко        | 3000          | Трилогия «Линия Грез» в одном томе.                                                                                                | [ 9 ]    |

## Критика и оценки
Лаборатория Фантастики

 Goodreads
В 1999 году в номинации «Средняя форма» повесть выдвигалась на премии «Странник», «Интерпресскон» и «Бронзовая улитка».

## Адаптации
В интервью в 2006 году Лукьяненко признался, что хотел бы, чтобы в первую очередь экранизировали романы «Линия Грез» и «Императоры иллюзий», в дополнение к которым была написана повесть «Тени снов».

### Аудиокнига
В 2006 году издательство «Аудиокнига», входящее в холдинг «Издательская группа АСТ», записало аудиокнигу по повести вместе с романом «Императоры иллюзий». Аудиокнига продолжительностью 10 часов 7 минут вышла на двух CD-дисках в серии «Наша фантастика». Время звучания повести «Тени снов» составило 2 часа 44 минуты. Запись представляет собой монолог с музыкальным сопровождением и звуковыми эффектами. Текст читает Дмитрий Бобров. Художественное оформление издания выполнено Александром Дубовиком.